# 柳琴戏
柳琴戏，又称拉魂腔、拉呼腔、拉后腔。1953年定名为柳琴戏，因为它的主要伴奏乐器是柳琴而得名。柳琴戏曲调通俗，粗犷豪放，唱法以宏大明亮为主要特色。“拉腔”是它的主要特点，一句“拉腔”一般可长达几分钟，拐十八个弯。柳琴戏的唱词具有浓厚的地方特色，使用的是地方方言。分布于江苏、山东、安徽、河南四省接壤地区。
在2006年5月20日，中华人民共和国国务院批准柳琴戲，成為第一批國家級非物質文化遺產，受保護。

## 經典劇目
- 《四平山》
- 《八盤山》
- 《鮮花記》
- 《魚籃記》
- 《斷雙釘》
- 《小鰲山》
- 《雁門關》
- 《白羅衫》
- 《喝面葉》
- 《小書房》

## 外部參考
- 柳琴戲簡介 （页面存档备份，存于）